# Gotischer Plattenpanzer

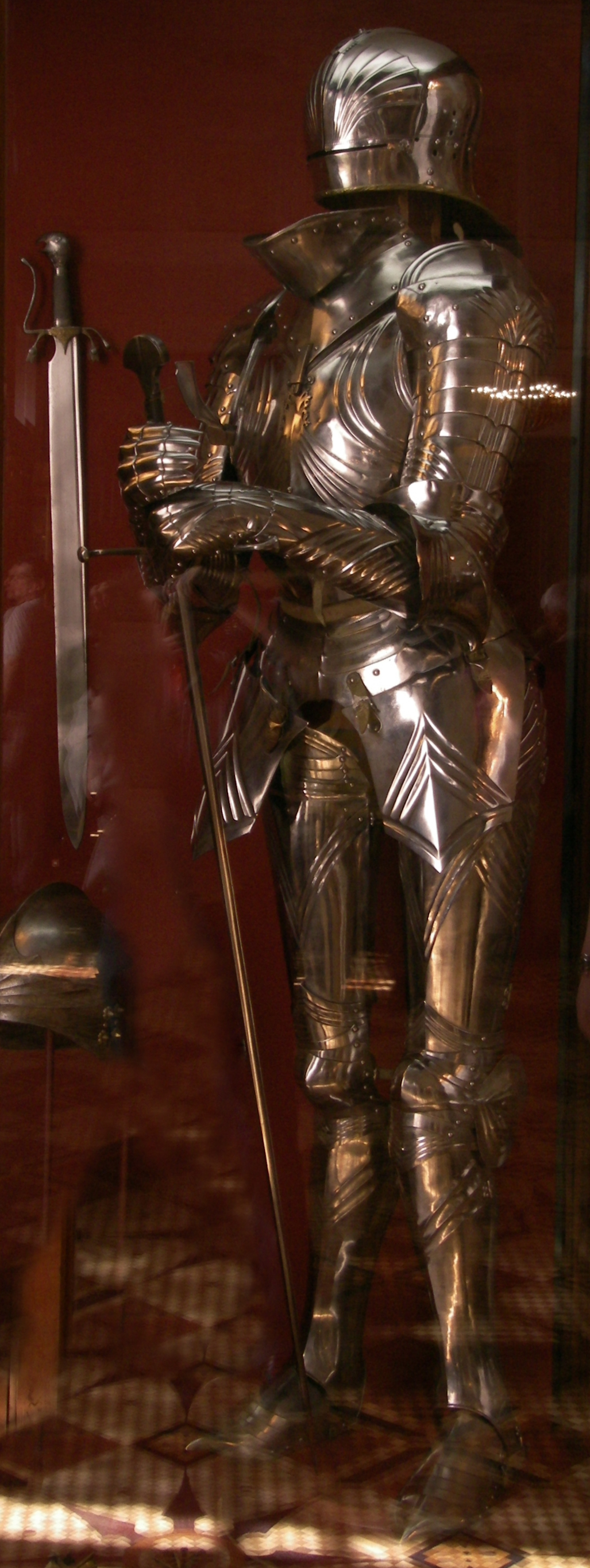
Gotische Rüstung von Lorenz Helmschmied

Der gotische Plattenpanzer (auch gotischer Harnisch, gotischer Feldharnisch oder gotische Rüstung) ist eine Form des Plattenpanzers, welche im Spätmittelalter in Europa aufkam und besonders im Heiligen Römischen Reich Deutscher Nation vorherrschte. Sie löste den sogenannten Kastenbrustharnisch ab. Der sogenannte gotische Rüstungsstil (in Anlehnung an die Kunstepoche der Gotik) entstand in der zweiten Hälfte des 15. Jahrhunderts. Damals erreichte die Plattnerkunst der gotischen Plattenpanzer in den Plattnerwerkstätten von Augsburg, Nürnberg und Landshut ihren Höhepunkt.

## Beschreibung
Die gotischen Harnische waren recht schlank und filigran gearbeitet. Gefertigt wurden sie aus Stahl. Das Brustteil war geschiftet und die Eisenschuhe ahmten mit ihren langen, absteckbaren Spitzen die damals üblichen Schnabelschuhe nach. Die stromlinienförmige Schaller vervollständigte die Rüstung. Eine Schaller bot einen sehr guten Schutz, schränkte aber in Verbindung mit dem Kinnschutz – dem so genannten Bart – die Atmung ein, so dass viele Ritter auf den Kinnschutz verzichteten. Aus mehreren Überlieferungen geht hervor, dass diese Leichtsinnigkeit zum Tode des Ritters durch einen Treffer im Gesicht führte. Die Rüstung bedeckte den ganzen Körper (Vollharnisch) und bot dem Träger den bestmöglichen Schutz. Die Träger verzichteten meist auf einen Schild und kämpften mit Zweihandschwertern, Panzerstecher, Streitkolben, Kriegshämmern und anderen panzerbrechenden Nahkampfwaffen. Die Rüstung konnte auf- und abgesessen gleichermaßen gut getragen werden und bot dem Ritter eine hohe Bewegungsfreiheit.
Im 16. Jahrhundert entwickelte sich aus dem gotischen Plattenpanzer der Riefelharnisch. Seit dem 19. Jahrhundert wird für den in der Mitte des 15. Jahrhunderts in Süddeutschland aufgekommenen Rüstungstyp unter Bezug auf die Spätgotik die Bezeichnung gotischer Harnisch verwendet. Man unterscheidet deutsche und italienische gotische Plattenpanzer. Vollständig erhaltene Exemplare sind äußerst selten.

## Galerie

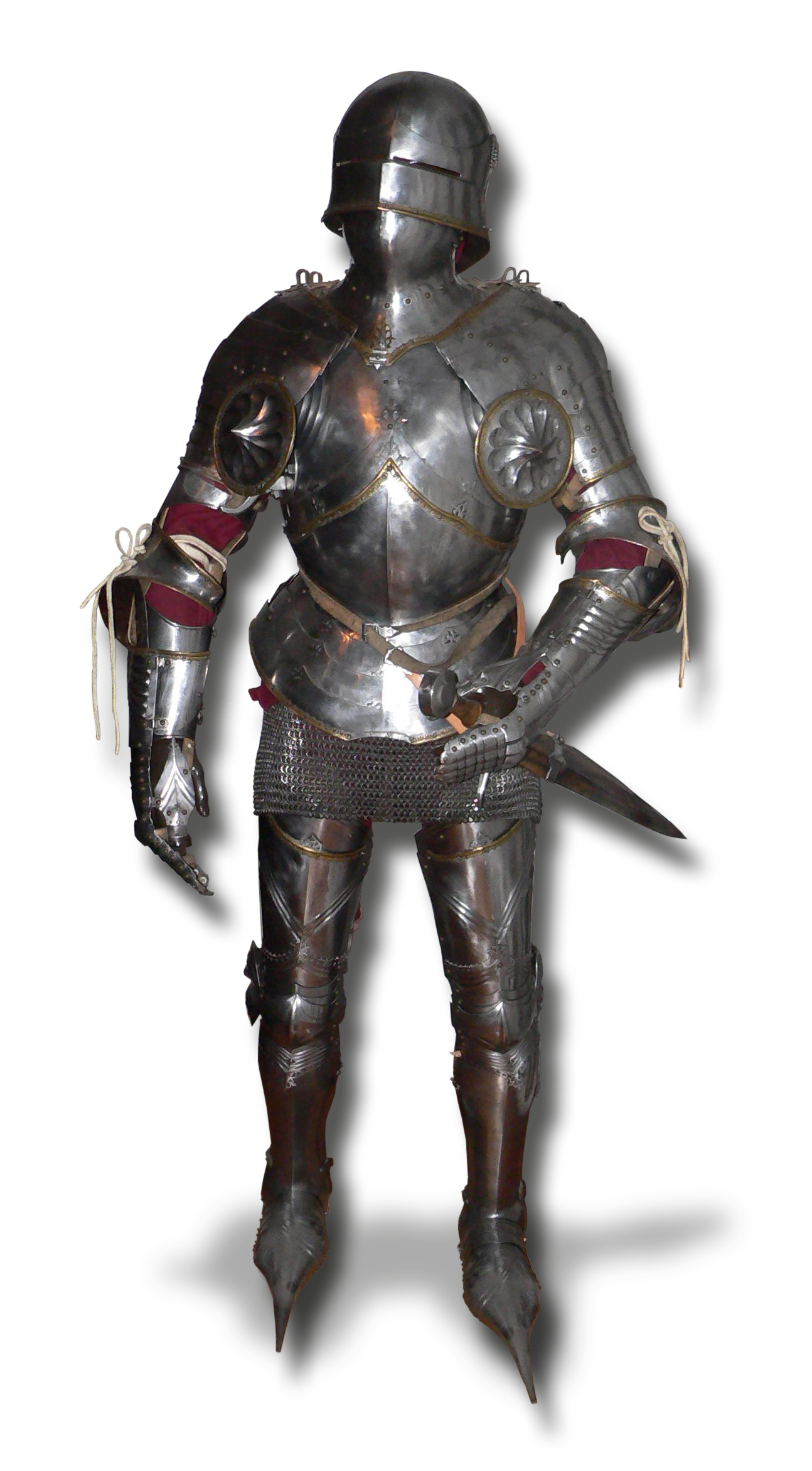
Gotischer Harnisch
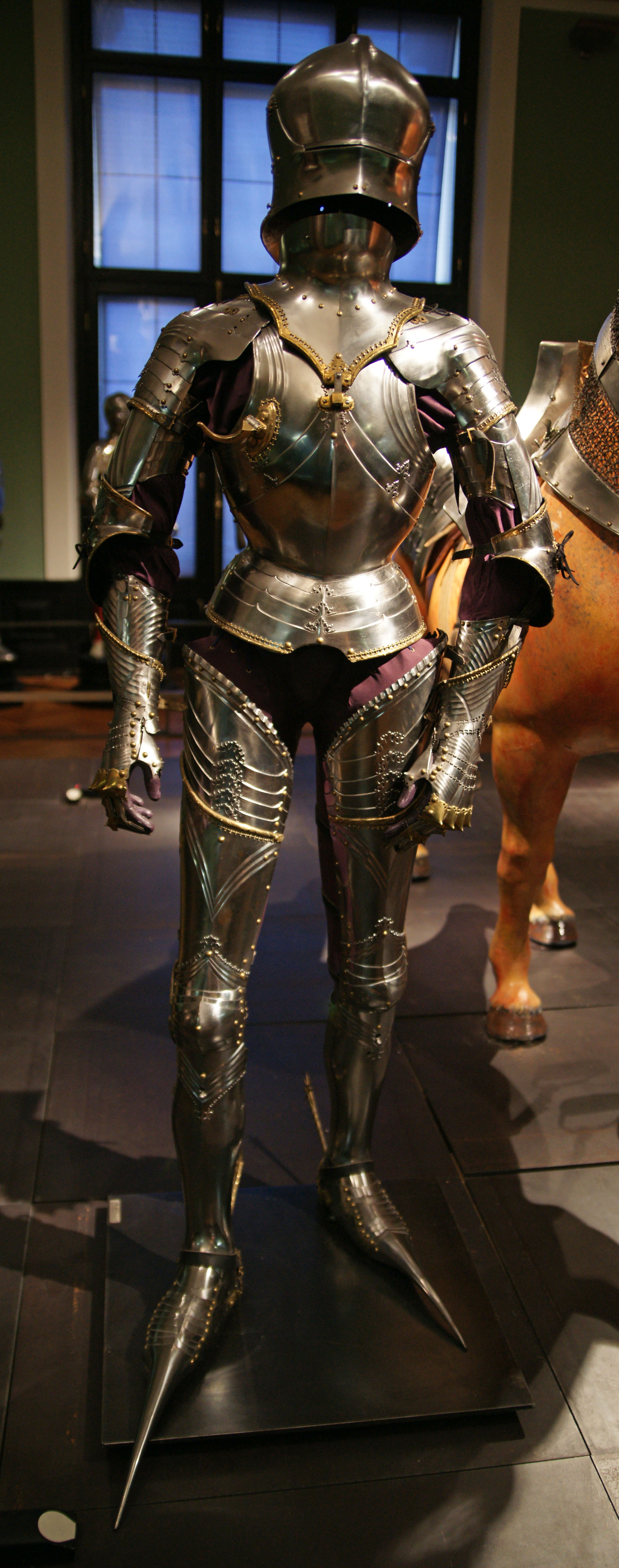
Gotischer Plattenpanzer von Erzherzog Maximilian I. (Lorenz Helmschmied, etwa 1485)
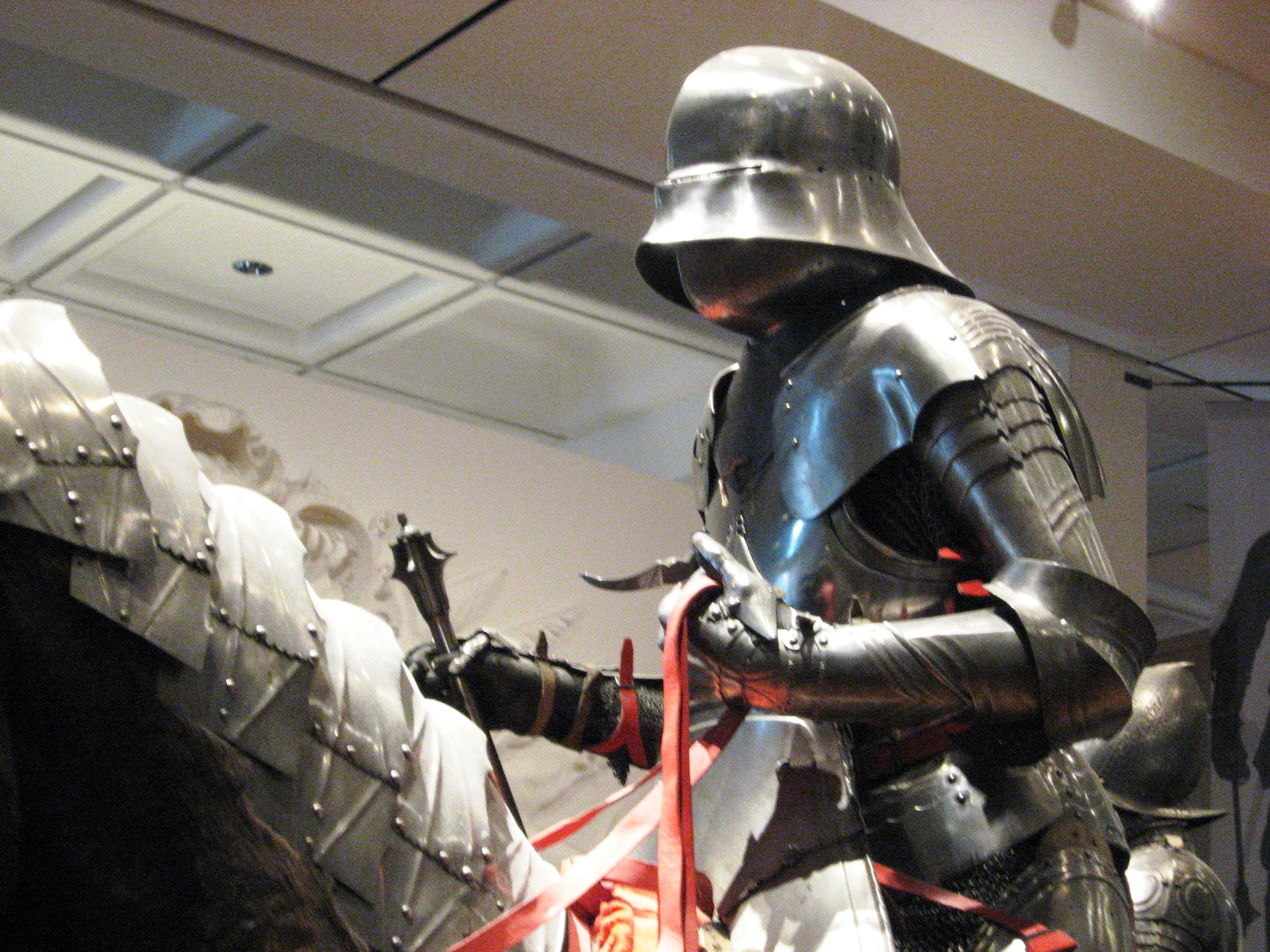
Aufgesessener gotischer Harnisch
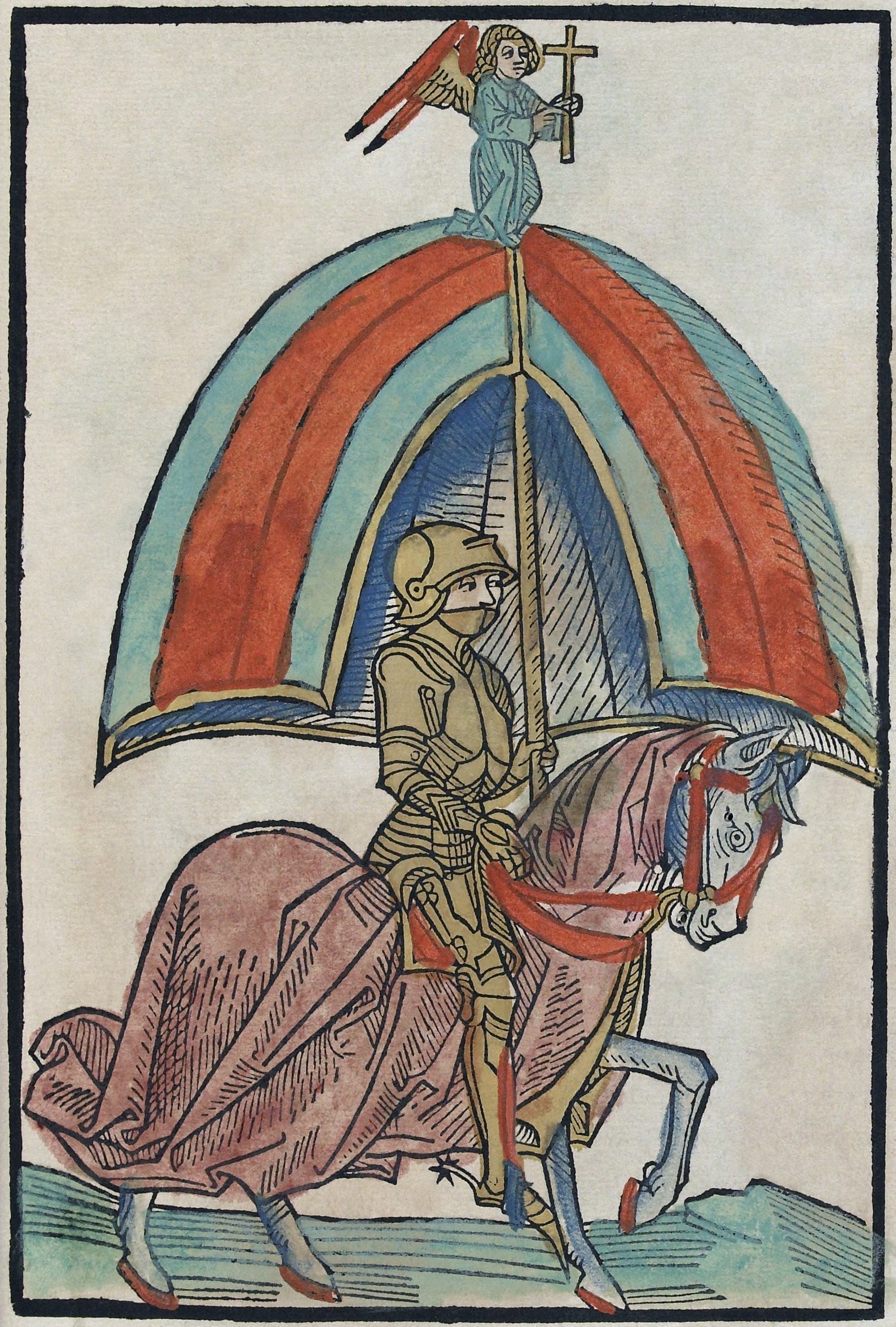
Deutsche Buchillustration von 1483